# Jardin tropical

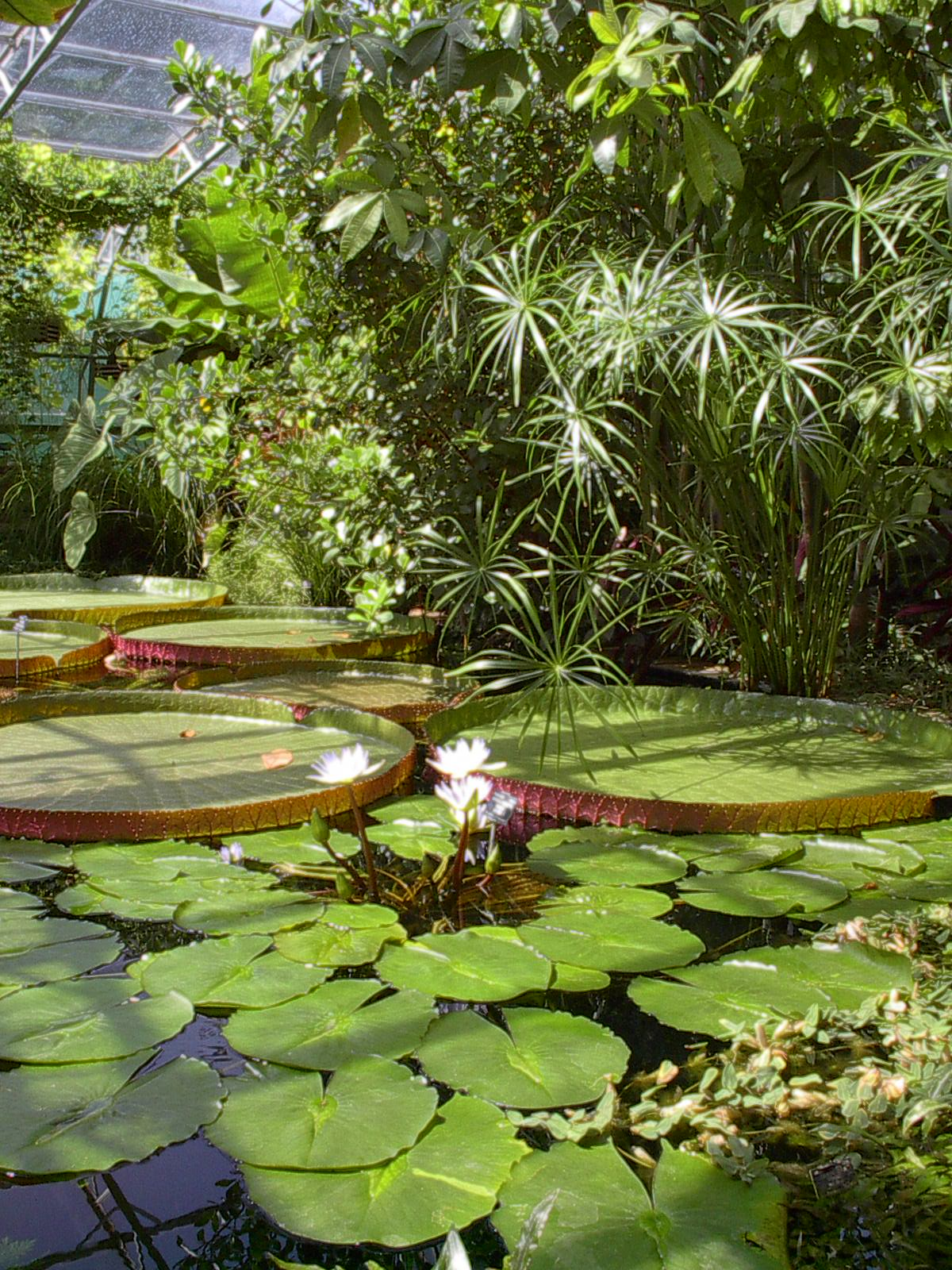
Jardin tropical d'Oxford (sous serre)

Un jardin tropical est un jardin composé avec des plantes provenant des tropiques.

## Caractéristiques

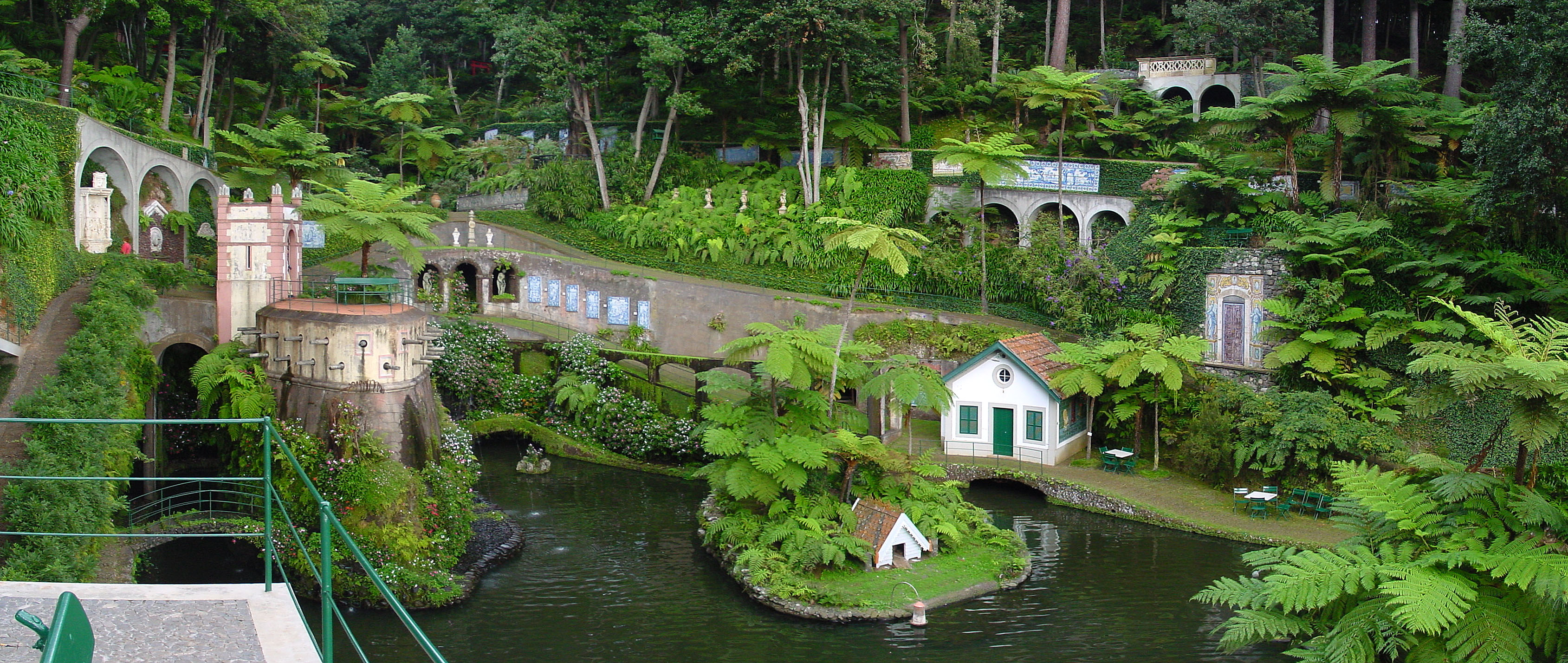
Jardin tropical à Funchal sur l'ile de Madère (plein air)

Un jardin tropical exige une bonne irrigation ou un système d'arrosage. Il a aussi besoin d'engrais et de paillis en abondance.
C'est un des jardins les plus complexes à aménager ou à entretenir si le climat local diffère de l'habitat naturel des plantes. La clef du succès est l'abondance en lumière et en eau. En effet, pour que puissent proliférer les plantes, il est nécessaire que le sol soit constamment humide, tout en évitant l'inondation qui pourrait les tuer.
Le jardin tropical n'est plus exclusivement réservé aux zones tropicales. Un grand nombre de jardiniers habitant dans des zones climatiques plus froides ont aménagé des jardins tropicaux, ce qui est rendu possible par un choix délicat de plantes et de fleurs.

## Quelques plantes tropicales pouvant vivre sous un climat non tropical
- Acanthus mollis
- Algerian ivy
- Canna
- Crocosmia, aka Lucifer
- Passiflora caerulea
- Paulownia tomentosa
- Secrecia
- Trachycarpus

## Jardins tropicaux célèbres
- Jardin d'agronomie tropicale de Paris